# Geometria epipolare

Una semplice applicazione della geometria epipolare. Due immagini prese da due fotocamere poste in due posizioni diverse. La geometria epipolare descrive le relazioni che esistono fra le due immagini e gli oggetti reali.

La geometria epipolare è la geometria della visione stereoscopica. Essa descrive le relazioni e i vincoli geometrici che legano due immagini 2D della stessa scena 3D catturata da due fotocamere con posizione e orientamento distinto.

## Geometria Epipolare

Elementi essenziali di una geometria epipolare

Immaginiamo di voler fotografare un elemento nello spazio 3D nel punto X tramite due fotocamere centrate in OL e OR. Il punto in questione verrà rispettivamente proiettato sul piano immagine della fotocamera sinistra in xL e in xR nel piano immagine della fotocamera destra.
La proiezione del punto X sul piano immagine delle rispettive fotocamere avviene tramite una trasformazione proiettiva PL (e PR) ovvero una matrice che tiene conto della posizione, dell'orientamento e dei parametri formali della rispettiva fotocamera. La relazione può essere espressa matematicamente come
{\displaystyle x_{L}=P_{L}X}
{\displaystyle x_{R}=P_{R}X}

### Punti epipolari
Poiché i centri OL e OR di ogni camera sono in posizioni distinte è possibile proiettare l'uno sul piano immagine dell'altro.
{\displaystyle e_{L}=P_{L}O_{R}}
{\displaystyle e_{R}=P_{R}O_{L}}
I due punti eL e eR prendono il nome di epipoli o punti epipolari.

### Rette epipolari
Il punto xL può essere visto come l'intersezione della retta passante per OL e X, chiamata raggio di proiezione, con il piano immagine della fotocamera sinistra.
Immaginiamo quindi di proiettare tale retta sul piano immagine destro. Poiché la trasformazione proiettiva è un omografia se il raggio di proiezione collega X con OL allora la sua proiezione collegherà le proiezioni dei due punti. Ovvero sarà la retta passante per xR e la proiezione di OL, ovvero proprio il punto epipolare destro eR. Esprimendo i due punti in coordinate omogenee la retta può essere espressa come
{\displaystyle l_{R}=x_{R}\times e_{R}}
Tale retta prende il nome di retta epipolare. Lo stesso ragionamento può essere fatto analogamente con i raggi di proiezione della camera destra.

### Piano epipolare
Come interpretazione alternativa consideriamo il piano su cui giacciono i punti X, OL e OR. Questo piano prende il nome di piano epipolare. Il piano epipolare associato ad un punto X intercetta i piani immagine esattamente nelle rette epipolari associate a X. Tutti i piani epipolari si incontrano nella retta che unisce i due epipoli che prende il nome di linea di base.

## Ricostruzione della scena
La geometria epipolare ricopre un ruolo fondamentale nella ricostruzione di una scena tridimensionale a partire da una coppia di immagini stereoscopiche. La ricostruzione avviene tramite i seguenti passi:
1. Data una lista di punti corrispondenti nelle due immagini viene calcolata la matrice fondamentale F ovvero una matrice 3x3 di rango due tale che {\displaystyle x_{L}^{T}Fx_{R}=0}.
2. Dalla matrice fondamentale vengono ricavate le matrici che rappresentano le trasformazioni proiettive delle due camere tramite le relazioni:
{\displaystyle P_{L}=[I|0]}
{\displaystyle P_{R}=[[e_{R}]\times F|e_{R}]}.
3. Per ogni coppia di punti corrispondenti nell'immagine si stima il punto X tramite le informazioni ricavate dalle due matrici di proiezione.